# قطع متغير
يعد القطع المتغير نسبيًا نظامًا جديدًا في زراعة الغابات، يقوم على الحفاظ على العناصر الأساسية للغابات خلال دورة واحدة على الأقل من أجل الحفاظ على القيم البيئية المرتبطة بالغابات المعقدة من الناحية الهيكلية.
ومن بعض الأمثلة المتعلقة بالقيم البيئية هناك ربط غطاء الغابات، وتثبيت التربة ، ومناخ المناطق الصغيرة تحت تأثير الأشجار المستقطعة، والموائل المرتبطة بالأشجار الحية أو الميتة، والتنوع البيولوجي بفضل الحفاظ على الموائل، والحفاظ على محمية الحياة  البرية. كما يساعد القطع المتغير على محاكاة الاضطرابات الطبيعية من خلال ترك بعض الجذوع المتبقية من الشكل السابقة والتي تعد مطابقة للشكل الذي يحل محل الاضطرابات  تركز أنظمة زراعة الغابات التقليدية على غرار إزالة الأشجار، وقطع الشجر في رقعة معينة، وتجديد الأحراج بالقطع التدريجي، وغيرها على زيادة إنتاج الأخشاب وتجدد موارد الاشجار مستقبلًا. بينما يركز القطع المتغير من ناحية أخرى على ما يتم الحفاظ عليه.

## فوائد القطع المتغير
صار القطع المتغير تدريجيًا أداة يتم الترويج لها بين القاعدة الشعبية للمساعدة في حل المعضلة بين الطلب على الخشب والمطالبات الداعية إلى الحفاظ على الموائل والتنوع البيولوجي وكذا التنوع الهيكلي في الغابات التي تُدار. والقضية هنا تنطوي على مقدار العمليات المنفذة في غابة ما دون إلحاق ضرر سلبي بالعمليات البيئية الأخرى داخل الغابة نفسها.

## وصلات خارجية
- Home page of Jerry F. Franklin - professor of ecosystem analysis, University of Washington
- TimberWest to Phase Out Clearcutting
- SpruceRoots Magazine: A Clearcut Case of Variable Retention
- Green Ridge State Forest Work Plan for 2008
- Mongabay.com: Variable Retention Glossary and Government Resources